# Stanisław Nowacki (ekonomista)

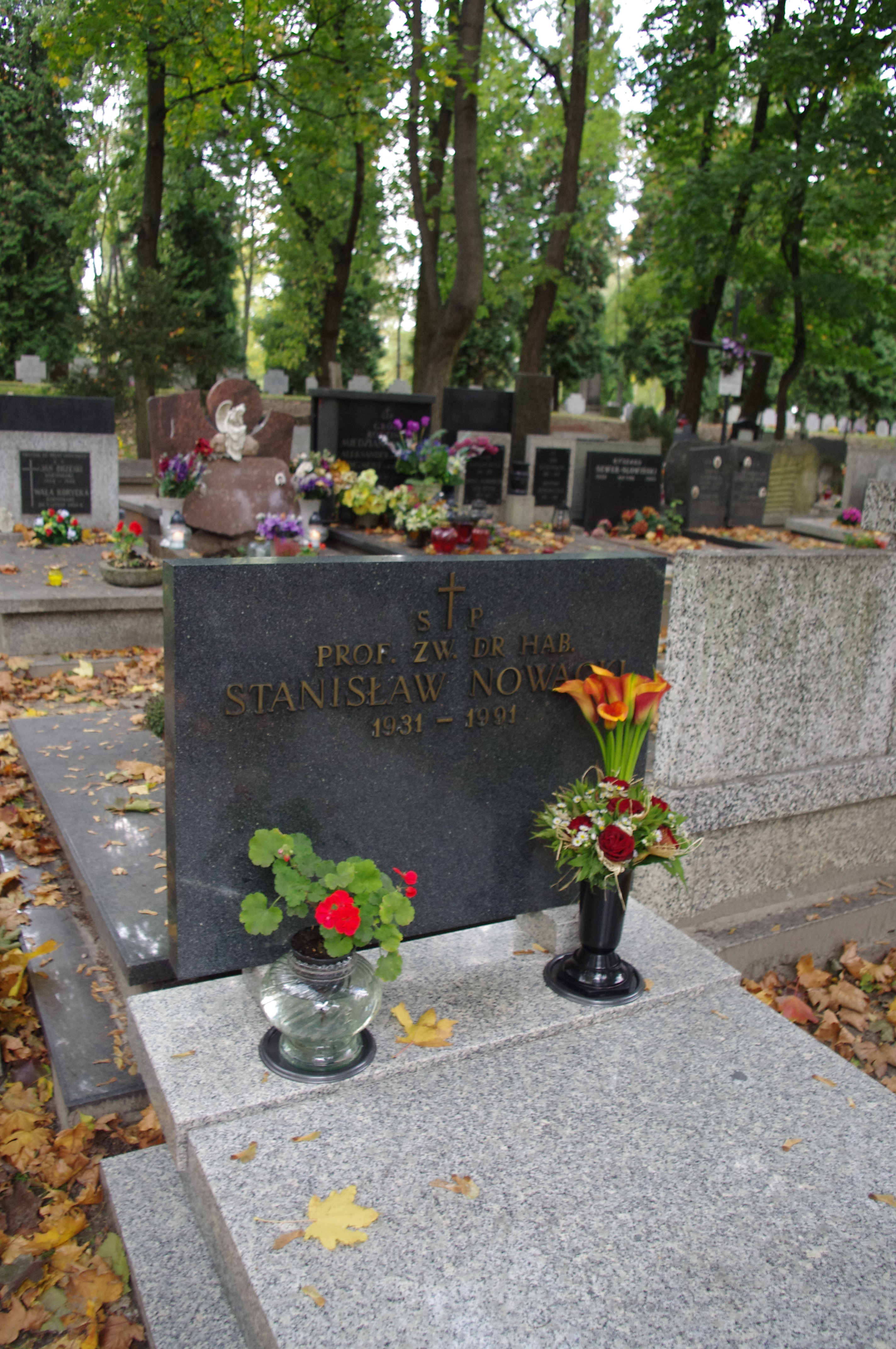
Grób prof. Stanisława Nowackiego na Cmentarzu Wojskowym na Powązkach w Warszawie

Stanisław Nowacki (ur. 20 listopada 1931 w Lasocinie, zm. 8 lipca 1991) – ekonomista polski, profesor nauk ekonomicznych i rektor Szkoły Głównej Planowania i Statystyki (obecnie Szkoła Główna Handlowa) w Warszawie.

## Życiorys
Od 1945 uczęszczał do Gimnazjum im. Joachima Chreptowicza w Ostrowcu Świętokrzyskim, następnie przeniósł się do Liceum Handlowego w Radomiu. W 1951 zdał maturę i rozpoczął studia na Wydziale Ekonomii Przemysłu w Szkole Głównej Planowania i Statystyki. W 1953 został zatrudniony na tej uczelni jako zastępca asystenta w Katedrze Ekonomii Politycznej. W 1956 uzyskał stopień magistra ekonomii. W 1960, na podstawie pracy O rachunku efektywności inwestycji w gospodarce socjalistycznej, uzyskał na SGPiS stopień doktora nauk ekonomicznych, a następnie został adiunktem na tej uczelni. W 1966, na podstawie rozprawy Informacja w planowaniu inwestycji, uzyskał stopień doktora habilitowanego, a w 1967 został docentem. Od 1968 do 1979 był kierownikiem Katedry i Zakładu Ekonomii Politycznej SGPiS, a od 1969 do 1970 pełnił funkcję prodziekana Wydziału Handlu Wewnętrznego SGPiS. W latach 1972–1975 był dyrektorem uczelnianego instytutu naukowo-badawczego SGPiS – Instytutu Funkcjonowania Gospodarki Narodowej. W 1974 otrzymał tytuł naukowy profesora. Od września 1975 do 1978 sprawował urząd prorektora, a od 1978 do 1983 rektora SGPiS. Od 1983 do 1984 był podsekretarzem stanu w Ministerstwie Nauki, Szkolnictwa Wyższego i Techniki, a od 1985 do 1987 pełnił analogiczny urząd w Ministerstwie Nauki i Szkolnictwa Wyższego.
Od 1952 należał do Polskiej Zjednoczonej Partii Robotniczej. Od 1955 do 1956 oraz od 1967 do 1969 pełnił funkcję II sekretarza Komitetu Uczelnianego PZPR w SGPiS.
Pochowany na cmentarzu Powązki Wojskowe w Warszawie (kwatera AII-7-31). 